# Emma (navire)
Pour les articles homonymes, voir Emma.
L'Emma est un bateau fluvial  construit en 1928 à Pölitz près de Szczecin en Pologne. Ces barges de ce type ont été utilisées dans les terres et dans le voyage côtier de la mer Baltique. Elle est, désormais navire musée, amarrée au Deutsches Schifffahrtsmuseum de Bremerhaven.
Il est classé monument historique de Brême (Denkmal).

## Historique
L'Emma a une coque en acier riveté et possède trois mâts de 17, 19 et 21 mètres de longueur et deux ailes de dérive. Sa surface de voilure est d'environ 240 m². Elle pouvait transporter jusqu'à 280 tonnes de fret.
L'Emma était soit tracté sur des canaux ou des rivières, soit poussé par un pousseur qui était transporté. 
Après la fin de la Seconde Guerre mondiale, Emma est restée dans la Zone d'occupation soviétique en Allemagne. En 1949, elle fut enregistrée comme barge en RDA, après le démontage complet de son gréement. En tant que barge privée, elle a été immatriculée en 1957 sous le numéro 3-1534 B. En 1990, Emma a reçu le numéro ENI 5608130.
Le dernier propriétaire a exploité le navire jusqu'en 1992 de Lauterbach à Rügen. Il a ensuite été utilisé comme barge de stockage jusqu'en 1994. Après cela, l'Emma devrait être mise au rebut. 

### Préservation
Le navire étant l'un des derniers exemplaires du transport fluvial, le propriétaire a cherché un musée et a pu le vendre au Deutsches Schifffahrtsmuseum de Bremerhaven pour un montant égal à la prime à la casse. Là, l'Emma et son pousseur Hanse associé ont été restaurés dans leur état d'origine. En 2005, l'Emma a été classée monument historique. 

## Galerie

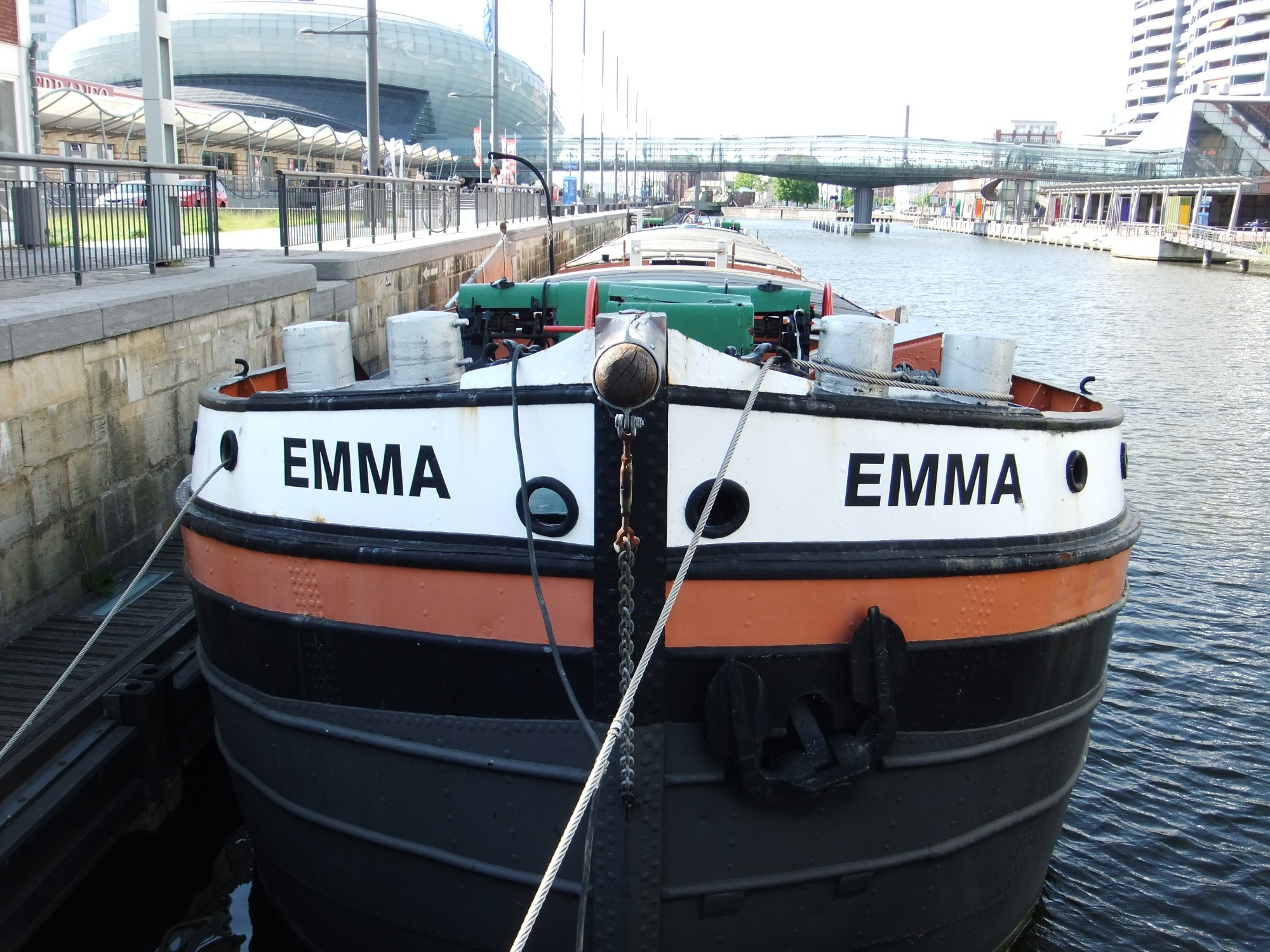
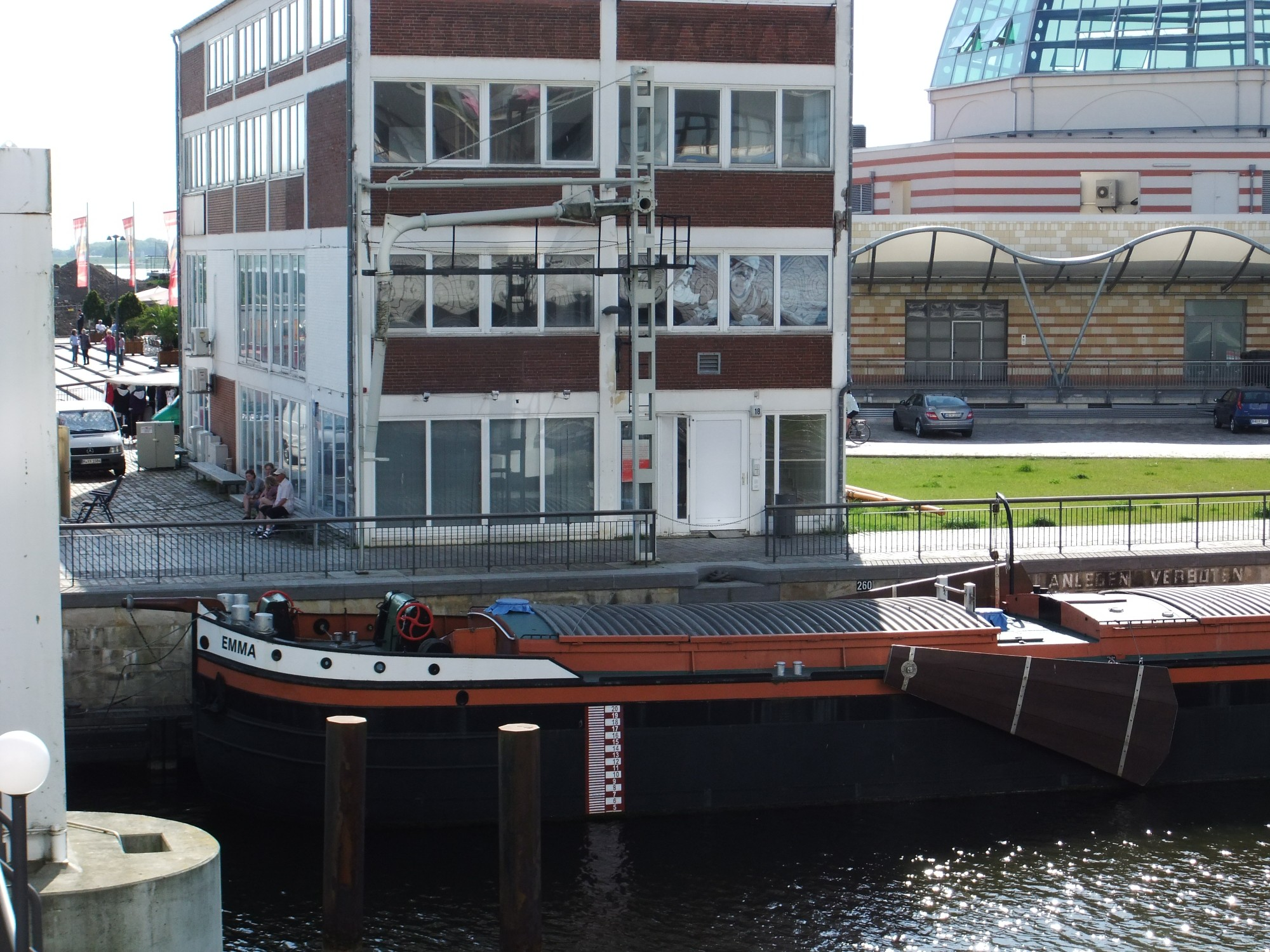